# Szulak Szivarak
Szulak Szivarak Thai: สุลักษณ์ ศิวรักษ์; Nyugaton gyakran: Sulak Siwaraksa;
1933. március 27-én született Sziámban. A thaiföldi Sathirakoses-Nagapradeepa Alapítvány alapítója és elnöke. A szervezet a thai kultúra két nagy alakjának a nevét viseli.
Szivarak számos jótékonysági, környezetvédelmi, vallási mozgalom és szervezet elindítója Thaiföldön, mint amilyen pl. a SEM College (“Szellem az Oktatásban” Mozgalom).
Szulak Szivarakot Nyugaton az Elkötelezett Buddhisták Nemzetközi Hálózata (International Network of Engaged Buddhists – INEB) egyik alapító atyjaként ismerik, amelyet 1989-ben hoztak létre vezető buddhisták védnökségével, köztük volt a XIV. tibeti Dalai Láma, a vietnami szerzetes és békeaktivista Thích Nhất Hạnh és a kambodzsai théraváda szerzetes Mahá Ghoszánanda  សម្ដចព្រះមហាឃោសានន្ទ .
Szulak Szivarak 1995-ben lett ismert Európában és az Egyesült Államokban, amikor megkapta a “Helyes Megélhetés” Díjat (Right Livelihood Award). Szulak a Fejlődésért Dolgozó Ázsiai Kulturális Fórum (Asian Cultural Forum on Development) elnöke is volt, és vendégprofesszor a Berkeley, a Hawaii és a Cornell egyetemeken.

## Élete
Kínai bevándorló nagyapja a Lim nevet viselte.
Szulak Szivarak Bangkok-ban végezte tanulmányait, majd a Wales-i Egyetemen (University of Wales, Lampeter), ahol ma tiszteletbeli főmunkatárs a buddhizmus kutatásában. Hazatérte után szerkesztő lett a Social Science Review magazinnál. Abban az időben sokan úgy tekintették, hogy ez a vezető thai értelmiségi folyóirat. 1968-ra a Social Science Review “a nemzet értelmiségi hangja” lett Szintén 1968-ban Szulak megalapította a Sathirakoses-Nagapradeepa Alapítványt (SNF), amely kiadóként a Social Science Review szellemi utódja, egyfajta ernyőszervezet számos civil szervezet számára. Minden erejével a fenntartható fejlődés példáit támogatta a gyorsan változó thaiföldi társadalmi-gazdasági környezetben.  
Az 1976-os katonai hatalomátvétel két évre száműzetésbe kényszerítette. Ekkor bejárta Kanadát, az USA-t, Európát, hogy mindenfelé előadásokat tartson akadémiai közönségnek. A puccs tragédiája megerősítette a béke iránti elkötelezettségét. Ettől kezdve hirdette az erőszakmentességet olyan háborúk gyötörte országokban, mint 1983-tól Srí Lanka. A béke iránti odaadása abban is megnyilvánult, hogy vezető szerepeket vállalt nemzetközi béke-szervezetekben, mint a Buddhista Béke Társaság, a Nemzetközi Béke-brigádok, a “Gandhi” Béke Alapítvány. 
Miután hazatért, Szulak megalapította a Thaiföldi Fejlődésért Dolgozó Vallásközi Bizottságot (Thai Inter-religious Commission for Development – TICD), majd nem sokkal később kinevezték az Ázsiai Fejlődésért Dolgozó Kulturális Fórum (Asian Cultural Forum on Development – ACFOD) elnökének, és a Fórum közlönyeként működő Asia Action szerkesztőjének. 1982-ben Szulak megszervezte a Thai Fejlődést Támogató Bizottságot (Thai Development Support Committee) hogy összehangoljon más civil szervezeteket, hogy együtt szélesebb összefüggésekben oldjanak meg nagyobb problémákat, mint ami egyes szervezetek látókörébe belefér.
A száműzetés évei alatt szőtt külföldi kapcsolatrendszer igen hatékonynak bizonyult, amikor Szivarakot 1984-ben letartóztatták felségsértésért, és a kormány a nemzetközi nyomás hatására szabadon bocsátotta. 1991. szeptemberében ismét megvádolták felségsértéssel a Thammasat Egyetemen, a demokrácia elnyomásáról tartott beszéde után. Szivarak száműzetésbe menekült, amíg 1995-ben meg tudta győzni a bíróságokat az ártatlanságáról. A svéd Helyes Megélhetés Díjat 1995-ben, az UNPO díjat a Képviselet Nélküli Nemzetek Szervezetétől 1998-ban, az indiai Millennium Gandhi Díjat 2001-ben kapta meg. Az Amerikai Békeszolgálat Bizottsága 1994-ben Nobel Békedíjra jelölte.
Szulak az elmozdított thai miniszterelnök, Thakszin Csinavatra éles kritikusa volt. Az események hevében tett súlyos állításait azonban nem mindig bizonyította be. Ezért Szomszri Hananantaszuk, a thaiföldi Amnesty International egykori elnöke bírálta fellépését.
2007-ben felszólalt azért, hogy a buddhizmust ne nyilvánítsák államvallássá Thaiföldön. Avval érvelt, hogy ez tovább mérgesítené az ország déli részén a muszlim lakosság körül zajló konfliktust.
Szulak Szivarak feltűnik a Dalai Lamáról forgatott dokumentumfilmben, a Dalai Lama Renaissance c. alkotásban.
Szulak Szivarak saját hazájában és globális léptékben is fellép társadalmi, politikai változásokért Szivarak számos nagyhatású művet írt, amelyek ezreket indítottak arra, hogy föllépjenek az igazságért, s amelyek vitára ingerelték a politikusokat. A viták soha nem tartották vissza Szulak Sivarakot, hogy hazája kormányának korrupcióját ostorozza, egyetemes erkölcsi elveket és a buddhizmus normáit kérje számon. Legnagyobb hatású műve saját önéletírása (a Vitázó vazallus), valamint a Béke magjai – A megújuló társadalom buddhista szemmel és a Konfliktus, kultúra, változás: Elkötelezett buddhizmus a globalizálódó világban. Szulak Szivarak írásai, épp úgy, mint az általa alapított szervezetek egy erkölcsi világrend iránti vágyat fejeznek ki buddhista szempontból. Szivarak vallásos hite a politikai és társadalmi meggyőződésének alapját képezi, ám újító szándékkal és újító módon.  
Szulakot 2009. november 6-án ismét letartóztatták felségsértésért, de óvadék ellenében hamarosan szabadon bocsátották.

## Írásai

### Vitázó vazallus –Loyalty Demands Dissent
Szulak Szivarak önéletírásában, a Vitázó vazallusban fejti ki nézeteit a buddhizmusról. Első kézből kapunk beszámolót kalandos életéről, s ebbe ágyazza nézeteit vallásról, társadalomról, politikáról. Két fejezet, a “Vallásközi kapcsolódások” és a “Dolgoztam szerzetesekkel” tárgyalja a buddhizmus kapcsolatát más vallásokkal, és azokat a szükséges változásokat, amelyeken saját vallásának át kell esnie a mai világhoz való alkalmazkodás érdekében.

#### "Vallásközi kapcsolódások"
Szulak elkötelezett buddhista munkásságának fontos eleme a vallásközi párbeszéd. Fiatal korában pár évet Nagy-Britanniában töltött, s ez képessé tette arra, hogy belehelyezkedjen a nyugati észjárásba. A társadalmi változás iránti igénye, mint vallási téma arra indította, hogy 1976-ban alapítson egy Vallás és Társadalom Együttműködési Csoportot, amelyben buddhista férfiak, de rajtuk kívül diákok is, nők is, katolikusok, muzulmánok, protestánsok vettek részt. Ámbár többnyire volt vallási hátterük, de Szulak azt hangsúlyozta, hogy mindannyian csak emberek, akik azért jöttek össze, hogy a társadalmi változásokról cseréljenek eszmét
Szulak életét végig kíséri a vallásközi párbeszéd iránti igény. Hisz abban, hogy buddhistáknak és katolikusoknak sok közös teendőjük van a társadalomban. Amikor buddhisták és katolikusok párbeszédéről szól, megállapítja: “Egyszerűen nincs olyan, hogy egyik vallás jobb a másiknál." Szulak nézőpontjából az a lényeg, hogy bármilyen hitű embereknek mi a teendőjük a társadalomban.

#### "Dolgoztam a szerzetesekkel"
Ahogy nőtt az aggodalom a kommunizmus miatt Ázsiában a 60-as években, Szulak támogatást kapott arra, hogy megreformálja a buddhizmust, mint a társadalmi változás alternatíváját.  Kolostorokba utazott, bátorította a szerzeteseket, hogy menjenek egyetemre, mert így tehetnek a hit megőrzéséért, a békéért, a társadalomért. Azt írja: “kolostorainknak korszerűsödniük kell, szerzeteseinknek érteniük kell a Nyugatot. Nem tarthatjuk meg a buddhizmust olyannak, amilyen ma. Változnia kell a modern világ kihívásai miatt."
A kolostori élet korszerűsítésére csoportot szervezett “Sekhiyadhamma” néven, hogy a szerzetesek körében emelje a társadalmi tudatosság szintjét. Szulak főleg Buddhadasa Bhikkhu és Bhikkhu P. A. Payutto tanításaira hivatkozik a saját elgondolásai alátámasztására. Buddhadasa Bhikkhu a Dhamma és a szocializmus viszonyát boncolgatja, míg Bhikkhu P. A. Payutto elsősorban Buddha eredeti tanításait vizsgálja a modern világ kihívásainak szemszögéből.

### A béke magjai: A megújuló társadalom buddhista szemmel

#### “Buddhizmus kis “b”-vel” című fejezete
Szulak ebben az írásában Buddha alapvető tanításait elemzi. Úgy mutatja be a tudatosságot, a toleranciát és a függő keletkezést, hogy ezek nemcsak az egyén, hanem a közösség számára is hasznos eszközök. Művében olyan vallásosságra buzdít, amely nem intézményesül, és amely nem a szertartásokkal, a mítoszokkal és a hagyománnyal foglalkozik. Szulak úgy érzi, a vallásnak ezek az oldalai sovinizmushoz, előítéletekhez vezetnek. Abban hisz, hogy az embereknek el kell távolodniuk ezektől, és a Buddha eredeti tanításaira kell figyelniök.
Szulak úgy érvel, hogy a Buddha eredeti tanításaihoz való visszatérés a társadalmi reform eszköze. Annál is inkább, mivel a buddhizmus minden érző lény életével törődik." Szivarak hangsúlyozza, hogy sok buddhista összefüggést lát vallás és politika között, és elvárja, hogy a kormány csatlakozzon azokhoz az erkölcsi értékekhez, amelyeket akár a buddhizmus, akár más vallás kínál.

### Konfliktus, kultúra, változás: Elkötelezett buddhizmus a globalizálódó világban

#### “Megoldások a globális konfliktusra” című fejezete
Ebben az írásában Szulak Szivarak az erőszakmentességet magyarázza ela buddhizmus tanításaiban.  Szulak az erőszak három fajtáját írja le a Buddha tanításai alapján. “Minden cselekedetnek három ajtaja van, vagyis hármféle képpen teremt karmát: a test, a beszéd és a tudat." Szulak elmagyarázza, hogy az erőszakmentesség, vagyis az ahimsza nem tétlenkedés. Például, ha erőszakot látunk, és nem próbáljuk megakadályozni, akkor magunk is az erőszakkal tartunk, mert bámészkodóként nincs bennünk együttérzés.
Szulak e gondolatokat társadalmi és politikai helyzetekre alkalmazza az igazságtalanságra válaszképpen. Az erőszakmentesség elvét cselekvőn alkalmazza az igazságtalanságokkal szemben. Stratégiát épít a hosszú távú világbéke érdekében: béketeremtés, békefenntartás, békeépítés. Szulak úgy alkalmazza a buddhista elveket, hogy világszerte morált csöpögtessen a korrupt intézményekbe.

## Társadalom iránt elkötelezett buddhizmus
A társadalom iránt elkötelezett buddhizmus úgy tekint a vallásra, mint a reform eszközére: “A vallás a társadalmi változás szívében van, a társadalmi változás pedig a vallás lényege." Szulak buddhista elvekkel érvel a környezetvédelem és a fenntartható életmód mellett. Szivarak arra buzdít, hogy értékeljük az egyszerűséget. Ezt összeköti avval a buddhista erénnyel, hogy “szabaduljunk meg a fizikai és érzéki élvezethez való ragaszkodástól.”
Szivarak rávilágít a buddhizmus világméretű és észszerű szempontjaira, miközben kerüli a szertartásosságot, a mitológiát, hogy a buddhizmust a mai globális témákhoz alkalmazza. Az e módon felmutatott buddhizmus bármilyen hitű embereknek kínál kapcsolódást, és Szulak munkásságát világszerte spirituális megvilágításba helyezi. Bár ő maga thai nemzetiségű és buddhista vallású, világossá teszi, hogy minden vallást tisztelni kell.

## Művei
- Társadalom iránt elkötelezett buddhizmus – A Socially Engaged Buddhism, Thai Inter-Religious Commission for Development, 1975
- Vallás és fejlődés – Religion and Development, Thai Inter-Religious Commission for Development, 1987
- Sziám válságban – Siam in crisis: A Collection of Articles, Santi Pracha Dhamma Institute, 1990
- A béke magjai: A megújuló társadalom buddhista szemmel  –  Seeds of Peace: A Buddhist Vision for Renewing Society, Parallax Press, 1992, ISBN 0-938077-78-3
- A jövő kívánatos társadalmai buddhista szemmel – Buddhist Perception for Desirable Societies in the Future: Papers prepared for the United Nations University, Thai Inter-Religious Commission for Development, 1993
- Buddhista vízió egy megújuló társadalomról – A Buddhist Vision for Renewing Society: Collected articles, Inter-religious Commission for Development, 1994, ISBN 9747493411
- Vitázó vazallus – Loyalty Demands Dissent: Autobiography of a Socially Engaged Buddhist, Parallax Press, 1998, ISBN 1-888375-10-8
- Világgyógyítás – Global Healing: Essays and Interviews on Structural Violence, Social Development and Spiritual Transformation, Thai Inter-Religious Commission for Development, 1999, ISBN 9742601569
- Milyen legyen a hatalom – Powers That Be: Pridi Banomyong through the rise and fall of Thai democracy, 1999, ISBN 9747449188
- Konfliktus, kultúra, változás: Elkötelezett buddhizmus a globalizálódó világban Conflict, Culture, Change: Engaged Buddhism in a Globalizing World, Wisdom Publications, 2005, ISBN 0-86171-498-9
- A fenntarthatóság bölcsessége – The Wisdom of Sustainability: Buddhist Economics for the 21st Century, Souvenir Press, 2010, ISBN 0-9821656-1-7

## Bibliográfia
- Gosling, David L. (2001). Religion and Ecology in India and South East Asia. Routledge. ISBN 0-415-24031-X.
- Sivaraksa, Sulak (1992). Seeds of Peace: A Buddhist Vision for Renewing Society. Foreword by H. H. the Dalai Lama. Parallax Press / International Network of Engaged Buddhist / Sathirakoses-Nagapradipa Foundation. ISBN 0-938077-78-3.
- Sivaraksa, Sulak (1998). Loyalty Demands Dissent (Autobiography of a Socially Engaged Buddhist. Parallax Press. ISBN 1-888375-10-8.
- Sivaraksa, Sulak (2005). Conflict, Culture, Change. Engaged Buddhism in a Globalizing World. ISBN 0-86171-498-9.
- Swearer, Donald K. (1996). Christopher S. Queen & Sallie B. King, eds. Sulak Sivaraksa's Buddhist Vision for Renewing Society. Engaged Buddhism: Buddhist Liberation Movements in Asia. State University of New York Press.

## Fordítás
- Ez a szócikk részben vagy egészben  a   Sulak Sivaraksa című angol Wikipédia-szócikk fordításán alapul.  Az eredeti cikk szerkesztőit annak laptörténete sorolja fel. Ez a jelzés csupán a megfogalmazás eredetét és a szerzői jogokat jelzi, nem szolgál a cikkben szereplő információk forrásmegjelöléseként.